# Hakutsuru-Kunstmuseum

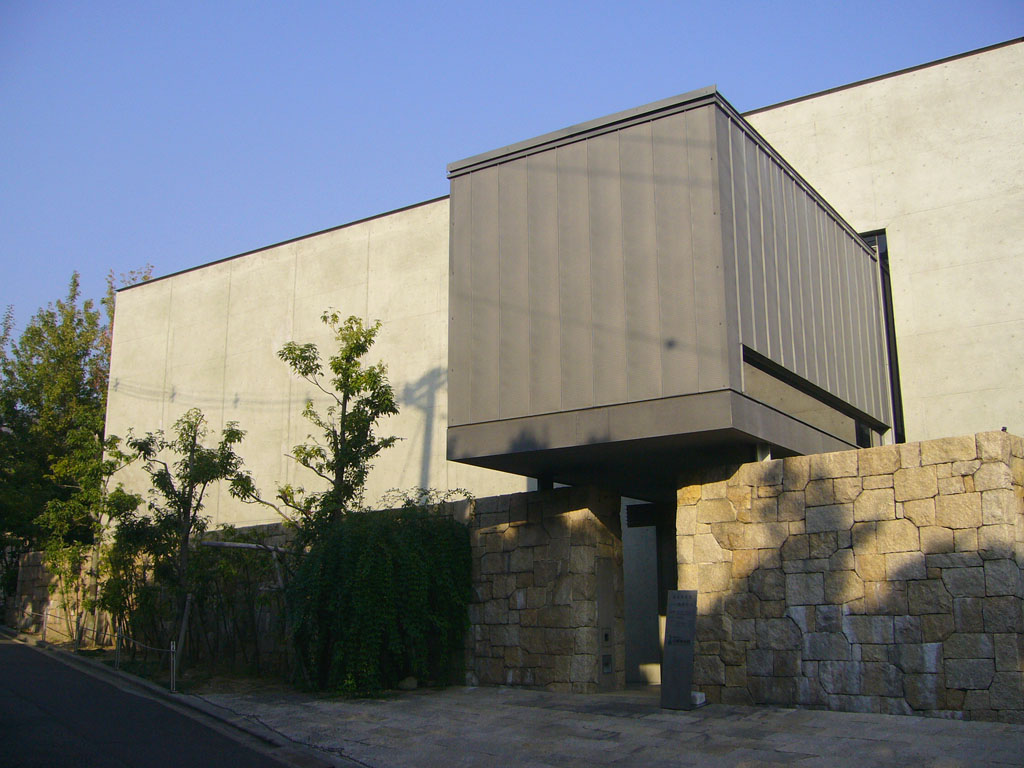
Erweiterungsbau

Das Hakutsuru-Kunstmuseum (japanisch 白鶴美術館, Hakutsuru bijutsukan) in Kōbe (Präfektur Hyōgo) ist ein privates Museum, das 1934 eröffnet wurde.

## Übersicht
Das  Hakutsuru-Kunstmuseum von Kanō Jihei (嘉納 治兵衛; 1862–1951), auch „Tsuruō“ (鶴翁) – „Alter Kranich“ – genannt, dem Inhaber der Hakutsuru Sake-Brauerei in 7. Generation, wurde 1934 eröffnet, um die Schätze der Öffentlichkeit zugänglich zu machen. Das Museum, das mit 500 antiken Werken begann, besitzt heute über 1.450 Werke, darunter 2 Nationalschätze und 22 Wichtige Kulturgüter Japans. Trotz zahlreicher Widrigkeiten wie Krieg, Luftangriffe, Nachkriegschaos und das große Erdbeben von Kōbe 1995 hat das Museum wertvolle Antiquitäten bewahren können.
Das Hakutsuru-Museum liegt am Westufer des klaren Sumiyoshi-Flusses (住吉川), am Fuße des Berges Rokkō, wo man die Vielfalt der vier Jahreszeiten erleben kann. Das Hauptgebäude, das eine perfekte Verschmelzung von Ost und West, Tradition und Moderne darstellt, ist ein berühmtes Gebäude aus der Shōwa-Zeit, das die Zeiten überdauert hat und noch immer sein ursprüngliches Aussehen bei seiner Eröffnung bewahrt.
Der neue Flügel des Hakutsuru-Kunstmuseum wurde im Oktober 1995 anlässlich des 60-jährigen Jubiläums des Museums eröffnet. Die Hauptstücke der dortigen Sammlung basieren auf der Teppichsammlung aus dem Nahen Osten, gesammelt von Kanō Hideo (嘉納 秀郎; 1934–2010), dem Inhaber der Hakutsuru Sake-Brauerei in 10. Generation, und vierten Präsidenten des Museums. Der Nahe Osten ist immer noch ein Bereich der islamischen Kultur, der den Japanern nicht sehr bekannt ist. So gibt es in Japan nur wenige Sammlungen großer, gefärbter und gewebter Teppiche, sodass das Museum in diesem Sinne als Pioniereinrichtung bezeichnet werden kann. Das Museum ist zweimal im Jahr für die Öffentlichkeit zugänglich. Wenn das Hauptgebäude geöffnet ist, finden jedoch Sonderausstellungen mit Teppichen aus der Sammlung statt.
Im Mai 1964 wurde das Schriftwerk „Kengu-Sutra“ (賢愚経) als Nationalschatz ausgewiesen.

## Bilder

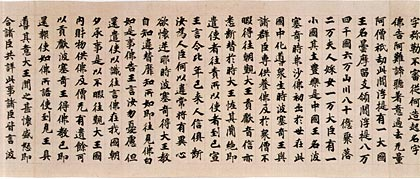
Kengu-Sutra
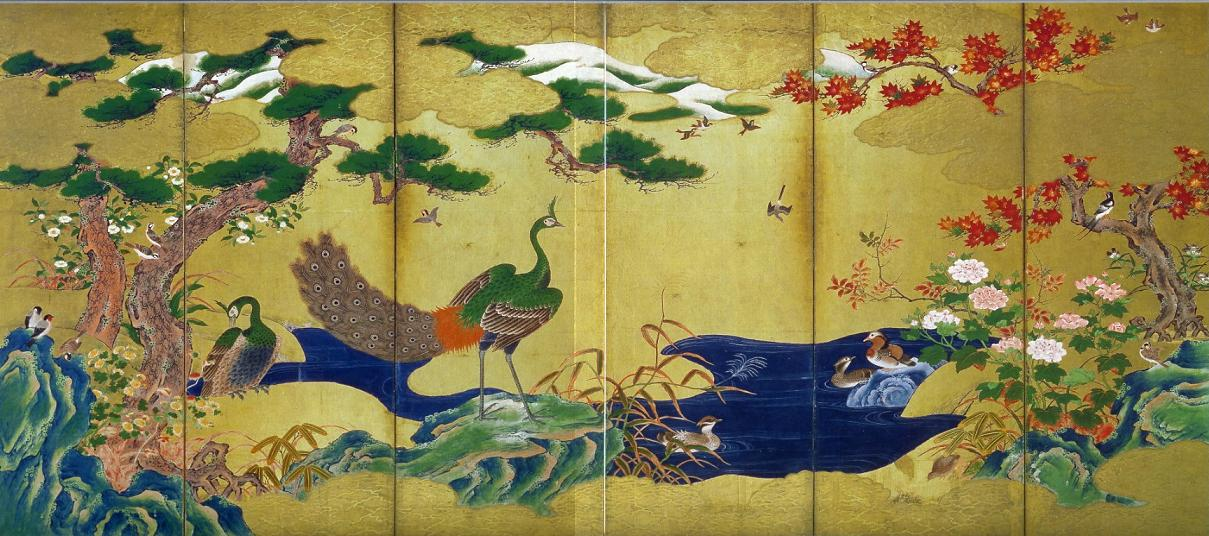
Stellschirm von Kanō Eitoku, links
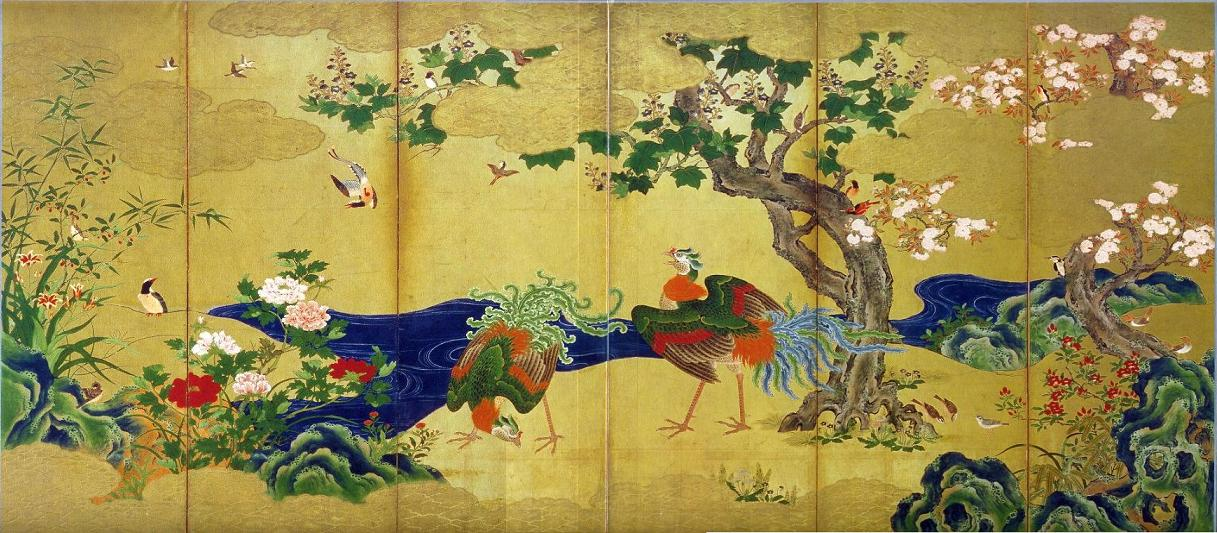
Stellschirm von Kanō Eitoku, rechts

## Video
- Video-Übersicht über die Anlage